# Aeroportul Palopo Lagaligo
Aeroportul Palopo Lagaligo (IATA: LLO, ICAO: WAFD) este un aeroport din Luwu⁠(d), Sulawesi Selatan⁠(d), Indonezia.
Situat la o altitudine de 4 m, aeroportul dispune de o singură pistă.